# شروبشير الشمالية (دائرة انتخابية في المملكة المتحدة)
شروبشير الشمالية  (بالإنجليزية: North Shropshire)‏ هي إحدى الدوائر الانتخابية في المملكة المتحدة الممثلة في مجلس العموم في برلمان المملكة المتحدة.
عضو البرلمان الذي يمثلها حالياً هو :Mr Owen Paterson (Con).